# Alexandru Călinescu (critic literar)
Alexandru Călinescu (n. 5 octombrie 1945, Iași) este un istoric literar, critic literar și publicist român, fost disident.
Este profesor de literatură franceză la Facultatea de Litere a Universității din Iași. A fost directorul Bibliotecii Centrale Universitare Mihai Eminescu din Iași. A deținut o rubrică, intitulată Interstiții, în revista „Dilema veche”, cu care colaborează și astăzi. Colaborator al editurii Polirom din Iași.
A fost profesor la INALCO, la Paris și este specialist în Marcel Proust. Alexandru Călinescu a fost invitatul special al reputatutului realizator de talk show cultural francez Bernard Pivot, gazda emisiunii "Double Je spécial Iași", care a fost filmată în Iași în 2004.
Din 2006, a avut o rubrică în revista „Dilemateca”, intitulată Decupaje.

## Cărți publicate
- Anton Holban - Complexul lucidității, 1972
- Caragiale sau vârsta modernă a literaturii, 1976
- Perspective critice, 1978
- Interstiții, Iași, Ed. Polirom, 1998
- Biblioteci deschise, Ed. Cartea Românească 1986
- Adriana și Europa, Ed. Polirom, 2004
- Incursiuni în proza românească, Iași, Princeps Edit, 2004
- Proximități incomode, Curtea Veche, 2006
- O anume idee despre Franța, Editura Universității Al.I. Cuza, 2011
- Instantanee cu final deschis, Editura Junimea, 2020

## Premii și distincții
- Premiul Uniunii Scriitorilor,
- Premiul Academiei Române,
- Premiul revistei Ateneu,
- Medalia jubiliară a Universității din Angers.

### Decorații
- Ordinul național „Pentru Merit” în grad de Ofițer (1 decembrie 2000) „pentru realizări artistice remarcabile și pentru promovarea culturii, de Ziua Națională a României”[3]
- Les Palmes Académiques decernate de guvernul francez (2000),
- Cavaler al Ordinului Național de Merit al Franței (2004)de președintele Franței